# گاکو
گاکو (به لاتین: Gacko) یک منطقهٔ مسکونی در بوسنی و هرزگوین است که در جمهوری صرب بوسنی واقع شده‌است.

## خصوصیات
گاکو ۷۳۵٫۸۸ کیلومترمربع مساحت و ۹٬۷۳۴ نفر جمعیت دارد.